# Ferrocarril en Tailandia

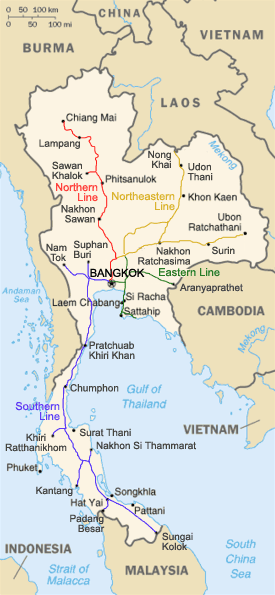
Mapa ferroviario de Tailandia.

La red ferroviaria de Tailandia está gestionada y operada por los Ferrocarriles Estatales de Tailandia (SRT) y tiene una longitud de recorrido de 4.346 km. 151 km o el 3,47% de todas las rutas están electrificadas.

## Historia
El interés por el transporte ferroviario en Siam se remonta a cuando el rey Rama IV recibió de la reina Victoria el regalo de una maqueta de ferrocarril en 1855. La primera línea ferroviaria, de 20 km de longitud, denominada Paknam Railway entre Bangkok-Samut Prakan, comenzó a construirse en julio de 1891 en virtud de una concesión de 50 años con una empresa danesa. El ferrocarril de Paknam se inauguró en 1894. Esta línea ferroviaria se electrificó en 1925, convirtiéndose en el segundo servicio ferroviario eléctrico del Sudeste Asiático después de las Indias Orientales Holandesas (ahora conocidas como Indonesia). Esta línea ferroviaria fue clausurada el 1 de enero de 1959.
Los Ferrocarriles Reales del Estado de Siam (RSR) se fundaron en 1890 al mismo tiempo que la construcción del ferrocarril Bangkok-Ayutthaya (71 km), la primera parte de la Línea Norte, se inició en 1891 y se inauguró el 26 de marzo de 1895. La línea Thonburi-Phetchaburi (150 km), más tarde la Línea Sur, se inauguró el 19 de junio de 1903.
La Línea Norte se construyó originalmente con un ancho de vía estándar de 1.435 mm, pero en septiembre de 1919 se decidió estandarizar el ancho de vía en 1.000 mm y la Línea Norte fue convertida durante los diez años siguientes. El 1 de julio de 1951, la RSR cambió su nombre por el actual Ferrocarril Estatal de Tailandia (SRT).
En 2005, la SRT contaba con 4.070 km de vías, todas ellas de ancho de vía. Casi todo es de vía única, aunque algunos tramos importantes alrededor de Bangkok son de doble o triple vía y hay planes para ampliarlos.
El 21 de marzo de 2015, el primer ministro, general Prayut Chan-o-cha, declaró que Tailandia y China habían firmado a finales de 2014 un memorando de entendimiento sobre la construcción conjunta de ferrocarriles, para impulsar la estrategia de siete años de Tailandia sobre el desarrollo del transporte entre 2015 y 2022. El Memorando de Entendimiento estipula que un proyecto conjunto tailandés-chino de una red ferroviaria de ancho estándar de 1.435 metros dará sus frutos en 2018. Tailandia se encargará de realizar las evaluaciones de impacto ambiental y las expropiaciones de terrenos. China es responsable del diseño y la construcción del proyecto. El proyecto incluye cuatro rutas: 133 km entre Bangkok y Kaeng Khoi; 246,5 km entre Kaeng Khoi y Map Ta Phut; 138,5 km entre Kaeng Khoi y Nakhon Ratchasima; y 355 km de Nakhon Ratchasima a Nong Khai.

### Problemas
Desde hace tiempo, el público percibe al SRT como ineficiente y resistente al cambio. Los trenes suelen llegar tarde y la mayoría de sus equipos son viejos y están mal mantenidos. La SRT, la empresa estatal con peores resultados financieros, opera constantemente con pérdidas, a pesar de estar dotada de grandes propiedades y de recibir grandes presupuestos gubernamentales; en 2010 registró una pérdida preliminar de 7.580 millones de baht. Los recurrentes intentos del gobierno de reestructurar y/o privatizar a lo largo de la década de 2000 siempre han contado con la fuerte oposición del sindicato y no han logrado ningún avance.
Sólo el dos por ciento o menos de la carga de Tailandia se transporta por ferrocarril, a pesar de que el ferrocarril cuesta aproximadamente la mitad que el transporte por carretera y es más limpio desde el punto de vista medioambiental.

## Operadores
Todo el transporte ferroviario interurbano está gestionado por los Ferrocarriles Estatales de Tailandia, una agencia gubernamental responsable de la inversión en infraestructuras ferroviarias, así como de los servicios de mercancías y pasajeros.
En Bangkok, el Skytrain es operado por la Bangkok Mass Transit System Public Company Limited (BTSC) en virtud de una concesión otorgada por la Administración Metropolitana de Bangkok (BMA), pero la inversión para la estructura y el sistema fueron totalmente apoyados por BTSC.
El sistema de metro es operado por Bangkok Metro Company Limited (BMCL), mientras que todas las inversiones del proyecto fueron compartidas por las Autoridades de Tránsito Rápido Masivo (MRTA) y BMCL, que todas las estructuras civiles fueron proporcionadas por el sector gubernamental y el sistema fue proporcionado por el sector privado (BMCL). El contrato entre BMCL y MRTA es un acuerdo de concesión por 25 años.

## Red

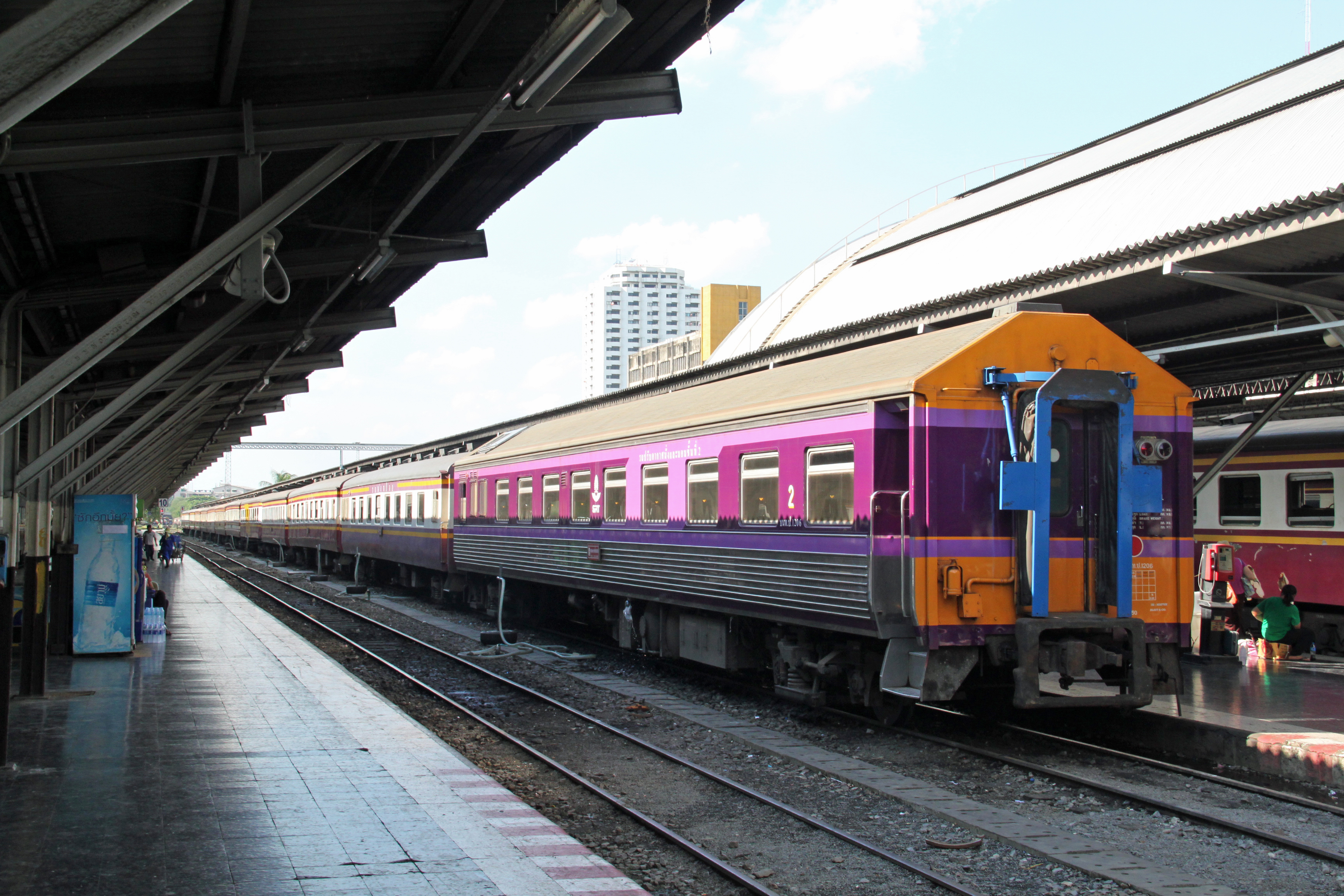
Vagón de segunda clase de los Ferrocarriles Estatales de Tailandia en la estación de Bangkok.

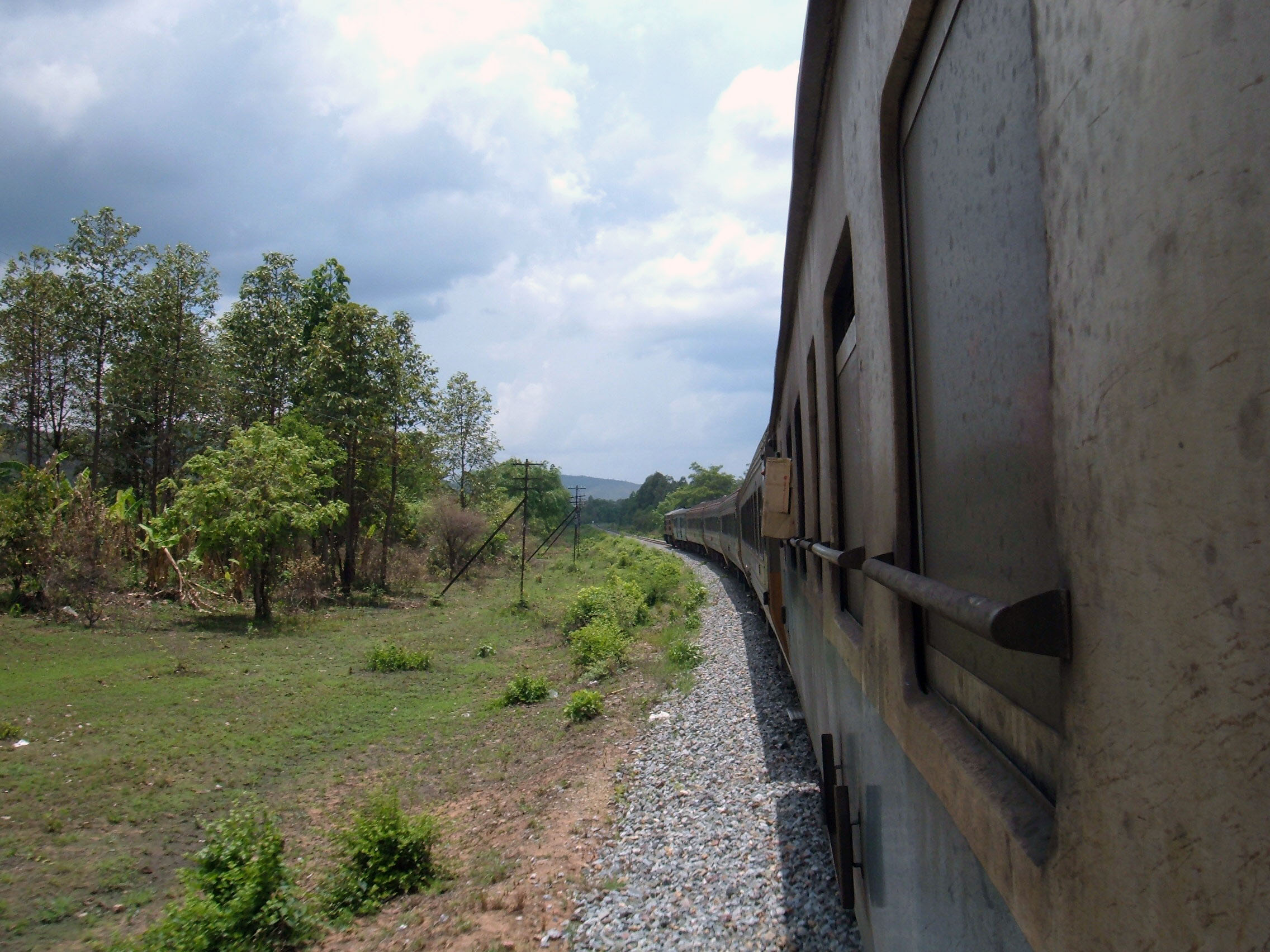
Un tren perteneciente a la Línea Norte de los Ferrocarriles Estatales de Tailandia en ruta hacia Chiang Mai desde Bangkok.

Tailandia cuenta con 4.431 kilómetros de vías férreas de ancho de vía, sin incluir las líneas de transporte público de Bangkok. Todos los servicios ferroviarios nacionales están gestionados por los Ferrocarriles Estatales de Tailandia. Las cuatro líneas principales son la Línea Norte, que termina en Chiang Mai, la Línea Noreste, que termina en Ubon Ratchathani y la frontera con Laos en la provincia de Nong Khai, la Línea Este, que termina en la frontera con Camboya en la provincia de Sa Kaeo, y la Línea Sur, que termina en la frontera con Malasia en las provincias de Songkhla y Narathiwat.

### Líneas actuales
| Descripción                                               | Establecido              | Longitud           | Estaciones (incluidos los apeaderos) | Ancho de vía  | Notas |
| --------------------------------------------------------- | ------------------------ | ------------------ | ------------------------------------ | ------------- | --- |
| Bangkok-Chiang Mai                                        | 1 de enero de 1922       | 751 km (466,7 mi)  | 129                                  | Ancho métrico | El Northern Express de Bangkok a Chiang Mai comenzó a funcionar el 1 de noviembre de 1922. |
| Ban Dara-Sawankhalok                                      | 15 de agosto de 1910     | 29 km (18,0 mi)    | 3                                    | Ancho métrico | Línea Sawankhaloke Brach |
| Bangkok-Ubon Ratchathani                                  | 1 de abril de 1930       | 575 km (357,3 mi)  | 71 desde el cruce de Ban Phachi      | Ancho métrico | "Originalmente de ancho estándar hasta Nakhon Ratchasima - La conversión ha permitido que las locomotoras, carros y vagones de ancho metro lleguen a Nakhon Ratchasima en julio de 1922". |
| Bangkok-Nong Khai                                         | 31 de julio de 1958      | 624 km (387,7 mi)  | 44 desde el cruce de Thanon Chira    | Ancho métrico | Estación de Nong Khai en el km 621 Inaugurada en 2000 y la antigua estación de Nong Khai en el km 624 degradada a parada hasta su cierre en 2008. |
| Nong Khai-Thanaleng, Laos                                 | 5 Marcha 2009            | 6 km (3,7 mi)      | 2                                    | Ancho métrico | Inaugurado por la Princesa Sirindhorn. |
| Kaeng Khoi-Bua Yai                                        | 19 de agosto de 1967     | 251 km (156 mi)    | 40                                   | Ancho métrico | Originalmente 250 km hasta la construcción de una nueva vía férrea para sustituir la que se hundió bajo la presa de Pasak Jolasit en 1998 que añadió 1 km más. |
| Bangkok-Taling Chan                                       | 1 de enero de 1927       | 22 km (13,7 mi)    | 8                                    | Ancho métrico | Línea Rama 6 de Bangsue a Talingchan y doble seguimiento de Bangkok a Bangsue. |
| Thon Buri–Su-ngai Kolok                                   | 17 de septiembre de 1921 | 1144 km (710,9 mi) | 204                                  | Ancho métrico | Inaugurada originalmente como línea de Phetburi el 19 de junio de 1903, antes de su ampliación con la conexión a Chumporn el 17 de septiembre de 1916. |
| Hat Yai-Padang Besar, Malasia                             | 1 de julio de 1918       | 45 km (28,0 mi)    | 4                                    | Ancho métrico | Conexión con la línea costera occidental de FMSR. |
| Khao Chum Thong-Nakhon Si Thammarat                       | 1 de octubre de 1914     | 35 km (21,7 mi)    | 9                                    | Ancho métrico | Ramal de Nakhon Srithammarat |
| Thung Song-Kantang                                        | 1 de enero de 1914       | 93 km (57,8 mi)    | 6                                    | Ancho métrico | Originalmente se abrió de Kantang a Huay Yod el 1 de abril de 1913 antes de conectar con la línea principal del sur en Thung Song. |
| Ban Thung Pho-Khiri Rat Nikhom                            | 13 de abril de 1956      | 31 km (19,3 mi)    | 9                                    | Ancho métrico | "Planificado para Tha Nun (Puerta de entrada a Phuket)" |
| Nong Pladuk-Nam Tok Sai Yok Noi (ferrocarril de Birmania) | 1 de julio de 1958       | 130 km (80,8 mi)   | 29                                   | Ancho métrico | Inaugurado originalmente como ferrocarril militar el 25 de diciembre de 1943, tras el traspaso a los ferrocarriles tailandeses en 1946 por 50 millones de baht, sólo se han rehabilitado 130 km. |
| Nong Pladuk-Suphanburi                                    | 16 de junio de 1963      | 78 km (48,5 mi)    | 7                                    | Ancho métrico | Está previsto conectar con la línea norte en Pa Wai o Ban Pachi. |
| Bangkok-Aranyaprathet                                     | 8 de noviembre de 1926   | 255 km (158,5 mi)  | 53                                   | Ancho métrico | Solía conectarse con el ferrocarril de Camboya el 11 de abril de 1942, pero la relación de flip flop ha obligado a cerrar la conexión con Camboya en varias ocasiones, la estación fronteriza de Ban Klong luek en el km 260 abrió el 25 de junio de 2019 ven aunque el tráfico real comenzó el 1 de julio de 2019. |
| Chachoengsao-Ban Phlu Ta Luang                            | 1989                     | 123 km (76,4 mi)   | 18                                   | Ancho métrico | Comenzó en 1979 y tramo desde la estación de ferrocarril de Ban Phlu Ta Luang hasta Sattahip Cerrado y reabierto de forma intermitente. |
| Makkasan-Mae Nam                                          | 15 de agosto de 1909     | 6 km (3,7 mi)      | 2                                    | Ancho métrico | Sólo mercancías |
| Chitralada - Urupong (cruce triangular de Chitralada)     | 1936                     | 3 km (1,9 mi)      | 2                                    | Ancho métrico | Vía triangular para que las locomotoras de vapor puedan cambiar de dirección sin necesidad de una plataforma giratoria y la línea que permite el acceso a la Fábrica de Makkasan sin ir a la estación de Bangkok.                                                                                                   |
| Wongwian Yai-Mahachai (ferrocarril de Maeklong)           | 4 de enero de 1904       | 31 km (19,3 mi)    | 18                                   | Ancho métrico | La terminal ferroviaria de Klong San se cerró el 7 de enero de 1961, por lo que la línea se acortó en 2 km de los 33 originales. Se espera conectar con la línea principal mediante la línea roja de cercanías. |
| Ban Laem-Maeklong (ferrocarril de Maeklong)               | 1905                     | 33 km (20,5 mi)    | 15                                   | Ancho métrico | Se ha planificado la conexión con el ferrocarril de Mahachai como parte de la línea roja de cercanías. Sin embargo, es necesario que la solución permita la construcción de la línea roja de cercanías desde Hua Lamphong a Mahachai a través de Wongwian Yai.                                                      |

### Líneas futuras
| Descripción                                                                   | Longitud          | Ancho de vía   | Inicio                       | Finalización |
| ----------------------------------------------------------------------------- | ----------------- | -------------- | ---------------------------- | ------------ |
| Den Chai-Chiang Rai                                                           | 325 km (201,9 mi) | Ancho métrico  | 2014                         | 2023         |
| Ban Phai-Nakhon Phanom                                                        | 368 km (228,7 mi) | Ancho métrico  | 2020                         | 2026         |
| Khiri Rat Nikhom-Phuket                                                       | 300 km (186,4 mi) | Ancho métrico  | N/A                          | N/A          |
| Chumphon-Satun                                                                | N/A               | Ancho métrico  | N/A                          | N/A          |
| Aranyaprathet-Poipet, Camboya                                                 | 6 km (3,7 mi)     | Ancho métrico  | 2014                         | 2019         |
| Nam Tok-Thanbyuzayat, Myanmar (Ferrocarril de Birmania)                       | 285 km (177,1 mi) | Ancho métrico  | 2012 (previsto) Por anunciar | 2020         |
| Puerto de aguas profundas de Pak Bara-Puerto de aguas profundas de Songkhla 2 | ??                | Ancho métrico  | N/A                          | N/A          |
| Bangkok-Chiang Mai                                                            | 715 km (444,3 mi) | Ancho estándar | N/A                          | N/A          |

### Líneas desaparecidas
| Descripción                                                     | Inauguración            | Longitud          | Ancho de vía        | Cierre             | Notas |
| --------------------------------------------------------------- | ----------------------- | ----------------- | ------------------- | ------------------ | --- |
| Hat Yai-Songkhla                                                | 1913                    | 30 km (18,6 mi)   | Ancho métrico       | 1 de julio de 1978 | Comenzó a funcionar en 1913. En 1978 el Consejo de Ministros aprobó la cancelación de las líneas Hat Yai-Songkhla, pero conservó las vías férreas. Ahora se están estudiando para reconstruirlas de nuevo como parte del proyecto de doble vía Surat Thani-Hat Yai-Songkhla. |
| Nam Tok-Thanbyuzayat, Myanmar (Ferrocarril de Birmania)         | 25 de diciembre de 1944 | 285 km (177,1 mi) | Ancho métrico       | ??                 | Su funcionamiento finalizó tras la Segunda Guerra Mundial. En 2012 Tailandia y Myanmar acordaron arreglar esta línea para el ferrocarril de alta velocidad. Otro nombre de esta línea es Burma Railway o Death Railway.                                                      |
| Bangkok-Samut Prakan (ferrocarril de Paknam)                    | 11 de abril de 1893     | 21 km (13,0 mi)   | Vía estrecha        | 1960               | Es el primer ferrocarril de Tailandia. Inaugurado en 1893, operado por Paknam Railway Co.Ltd. En 1943, es operado por los Ferrocarriles Estatales de Tailandia. En 1960 el gabinete aprobó el cierre del ferrocarril de Paknam para hacer la carretera Rama IV.              |
| Bang Phlat-Bang Bua Thong (ferrocarril de Bang Bua Thong)       | 1909                    | 68 km (42 mi)     | Vía estrecha(75 cm) | 1943               | |
| Chumphon-Kraburi (ferrocarril del istmo de Kra)                 | 1943                    | 90 km (55,9 mi)   | Ancho métrico       | 1945               | Construido por el Ejército Imperial Japonés para el transporte a través del istmo de Kra. Demolido después de la Segunda Guerra Mundial. |
| Bung Wai-Ban Pho Mun                                            | 1 de agosto de 1930     | 7 km (4,3 mi)     | Ancho métrico       | 1954               | Cerrado debido a los inconvenientes del transporte de mercancías. |
| Nong Khai-Talat Nong Khai                                       | 1958                    | 2 km (1,2 mi)     | Ancho métrico       | 19 Marcha 2008     | |
| Su-ngai Kolok–Rantau Panjang                                    | 1921                    | 3 km (1,9 mi)     | Ancho métrico       | ??                 | Cerrada debido a las crecientes tensiones entre SRT y KTM en la explotación de los servicios ferroviarios transfronterizos. Hay planes para reabrir la línea. |
| Wongwian Yai-Pak Khlong San                                     | 1904                    | ??                | Ancho métrico       | 1 de enero de 1961 | Cerrado tras el acuerdo del gabinete del Mariscal de Campo Sarit Thanarat. Carretera de asfalto pavimentada sobre las vías existentes. |
| Puerto Ban Phlu Ta Luang-Sattahip                               | 1989                    | 11 km (6,8 mi)    | Ancho métrico       | ??                 | |
| Tha Ruea-Phra Phutthabat (ferrocarril de Phra Phutthabat)       | 1902                    | 20 km (12,4 mi)   | Vía estrecha        | 1942               | Operado por la empresa Tha Ruea Company Limited. Cerrado debido a los descarrilamientos regulares y a las enormes pérdidas financieras. |
| Phetchaburi-Bang Thalu (ferrocarril de la playa de Chao Samran) | 15 de abril de 1921     | 15 km (9.3 mi)    | Vía estrecha        | 31 de mayo de 1923 | Sirvió como ruta de suministro para la residencia del rey Vajiravudh en la playa de Chao Samran. Cerrado y demolido tras el traslado de la residencia al Palacio de Mrigadayavan.                                                                                            |
| Hua Wai-Tha Tako                                                | 1940                    | 53 km (32,9 mi)   | Ancho métrico       | 1967               | |
| Wang Kaphi-Fábrica de azúcar Wang Kaphi                         | 1940                    | 8 km (5.0 mi)     | Vía estrecha        | ??                 | Cerrado debido a la mejora de las conexiones por carretera con el ingenio azucarero. |

### Enlaces ferroviarios con países adyacentes
- Malasia - sí - el mismo ancho de vía de 1.000 mm
- Laos - sí - 1.000 mm de ancho de vía a través del río Mekong en el Puente de la Amistad entre Tailandia y Laos
- Camboya - sí - el mismo ancho de vía de 1.000 mm
- Myanmar - no - desaparecido - (ver Ferrocarril de la Muerte). Pero la extensión proyectada reconstruirá la ruta.[22]

## Transporte ferroviario en Bangkok

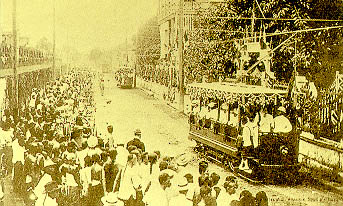
Tranvías en Bangkok, 1905.

### Tranvías de Bangkok
A finales de la década de 1890 y principios de la de 1900, el rey Rama V construyó con ahínco una red de tranvías para Bangkok contratando a ingenieros y técnicos extranjeros, especialmente daneses. De hecho, Bangkok tuvo tranvías eléctricos antes que Copenhague. Sin embargo, debido a la falta de interés y mantenimiento, la red de tranvías se desechó por completo en 1968.

### Sistemas de tránsito rápido
En la actualidad, Bangkok cuenta con tres sistemas de transporte rápido: el BTS Skytrain, el MRT y el Airport Rail Link. Aunque las propuestas para el desarrollo del tránsito rápido en Bangkok se habían hecho desde 1975, lo que llevó a los planes para el fallido Skytrain de Lavalin, no fue hasta 1999 que el BTS finalmente comenzó a funcionar.

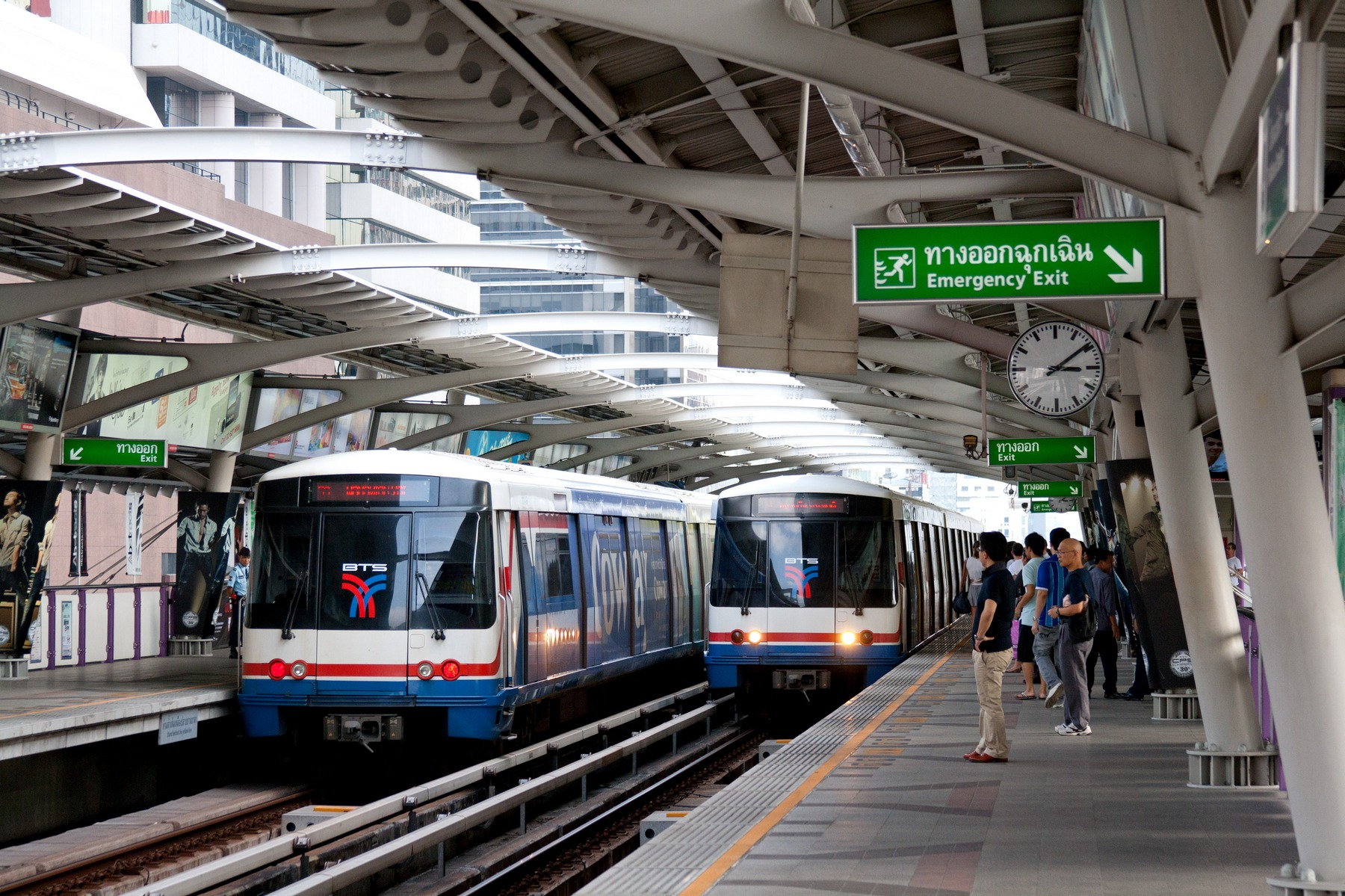
El BTS Skytrain.

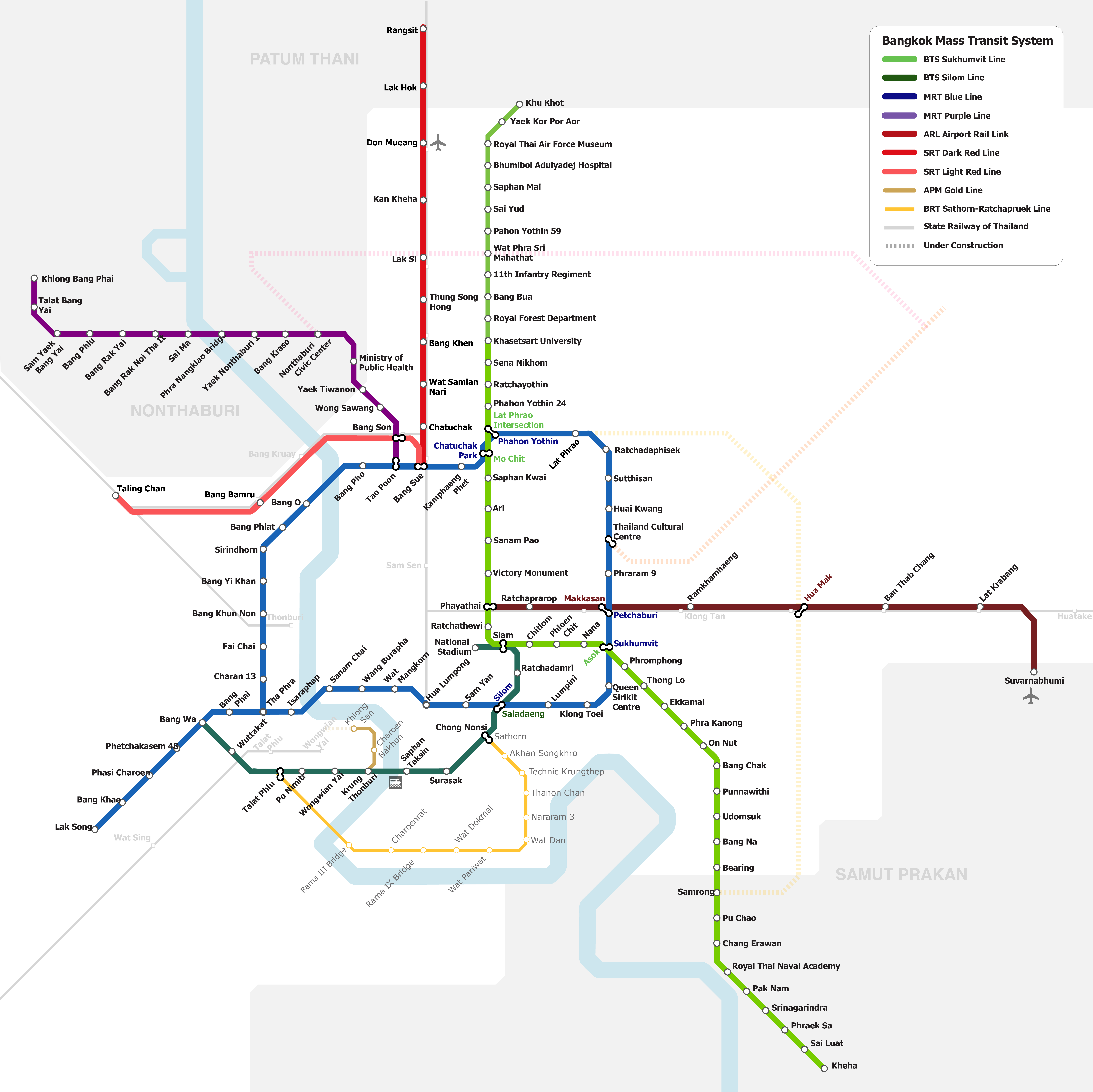
Mapa de los sistemas de transporte urbano de Bangkok.

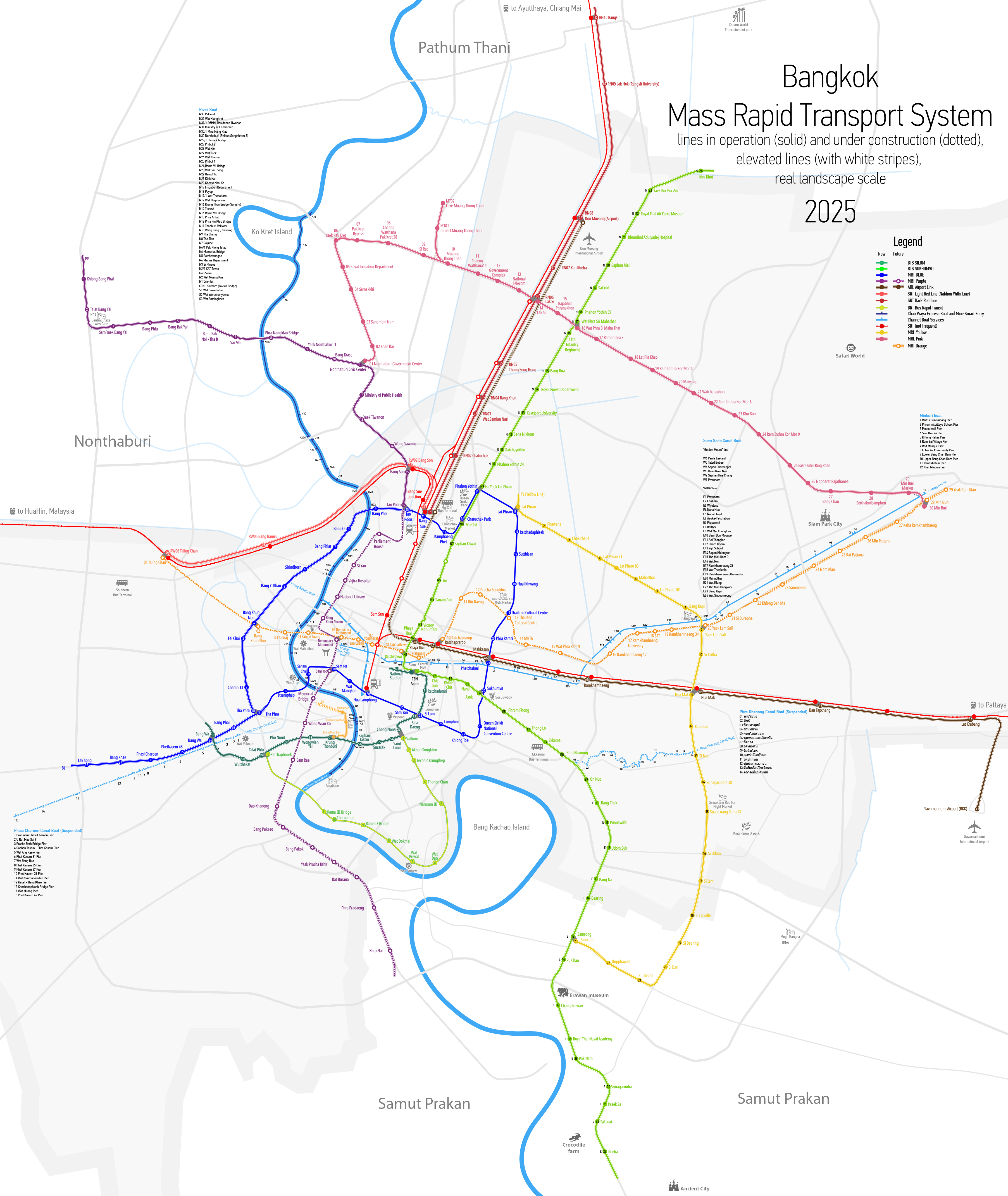
El mapa M detalla los planes de líneas de transporte rápido adicionales en Bangkok y la región metropolitana.

Además de las líneas de tránsito rápido y ferrocarril pesado, se han propuesto varios sistemas de monorraíl, el más notable de los cuales es una línea que uniría la Universidad de Chulalongkorn con Siam Square, que sería financiada por la BMA. En 2010, la empresa Grand Canal Land Company propuso una línea de 600-800 metros que uniera sus propiedades de la calle Rama IX con la estación de MRT de Phra Ram 9, pero no consiguió la aprobación.
El Plan Maestro de Tránsito Rápido Masivo de la Región Metropolitana de Bangkok prevé las siguientes líneas de tránsito rápido:
| Líneas primarias                 | Líneas primarias                                      | Líneas primarias                                               |
| -------------------------------- | ----------------------------------------------------- | -------------------------------------------------------------- |
| Tren de cercanías                | Dark Red Line                                         | Thammasat-Maha Chai                                            |
| Tren de cercanías                | Light Red Line                                        | Sala Ya-Taling Chan-Hua Mak                                    |
| Enlace ferroviario al aeropuerto | Airport Rail Link y extensión                         | Phaya Thai-Bang Sue-Don Mueang                                 |
| Metro                            | Light Green Line, extensión de la línea BTS Sukhumvit | Lam Luk Ka-Saphan Mai-Mo Chit-On Nut-Samut Prakan-Bang Pu      |
| Metro                            | Dark Green Line, extensión de la línea BTS Silom      | Puente Yot Se-Taksin-Bang Wa                                   |
| Metro                            | Blue Line, extensión de la Línea Azul del MRT         | Bang Sue-Tha Phra, Hua Lamphong-Bang Khae-Phutthamonthon Sai 4 |
| Metro                            | Purple Line                                           | Bang Yai-Rat Burana                                            |
| Metro                            | Orange Line                                           | Taling Chan-Min Buri                                           |
| Líneas de alimentación           |                                                       |                                                                |
| Monorraíl                        | Pink Line                                             | Khae Rai–Pak Kret–Min Buri                                     |
| Monorraíl                        | Yellow Line                                           | Lat Phrao–Samrong                                              |
| Monorraíl                        | Brown Line                                            | Khae Rai–Bueng Kum                                             |
| Monorraíl                        | Grey Line                                             | Watcharaphon–Puente de Rama IX                                 |
| Monorraíl                        | Light Blue Line                                       | Din Daeng–Sathon                                               |
| TPG                              | Gold Line                                             | Krung Thonburi–Wat Anongkaram                                  |

El desarrollo se divide en tres etapas, además de las líneas ya abiertas o en construcción:
| Resumen a 23 de diciembre de 2019 | Resumen a 23 de diciembre de 2019 | Resumen a 23 de diciembre de 2019 |
| --------------------------------- | --------------------------------- | --------------------------------- |
| En servicio                       | 151 kilómetros (93,8 mi)          | 19.43%                            |
| En construcción                   | 135 kilómetros (83,9 mi)          | 33.64%                            |
| Planificado*                      | 567,34 kilómetros (352,5 mi)      | 100.00%                           |

Nota: * No incluye el monorraíl BMA

## Material rodante

### Ferrocarriles estatales de Tailandia

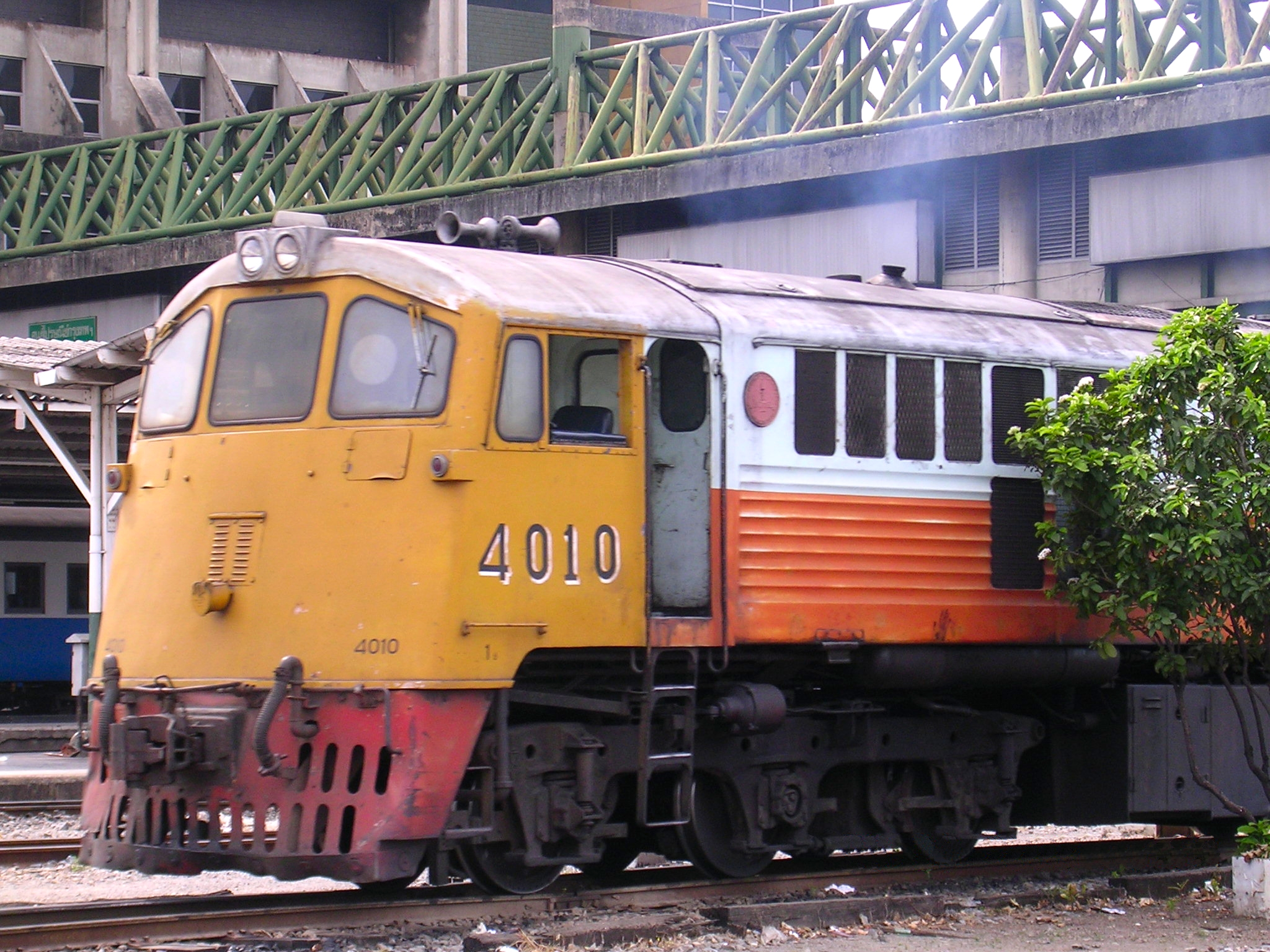
UM12C (GE)
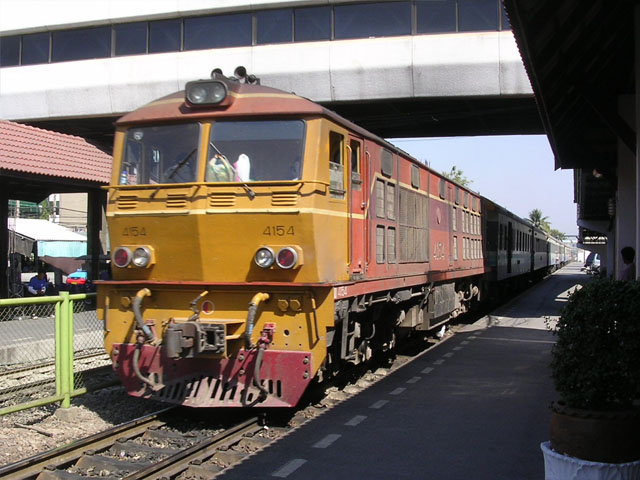
AD24C (ALS)
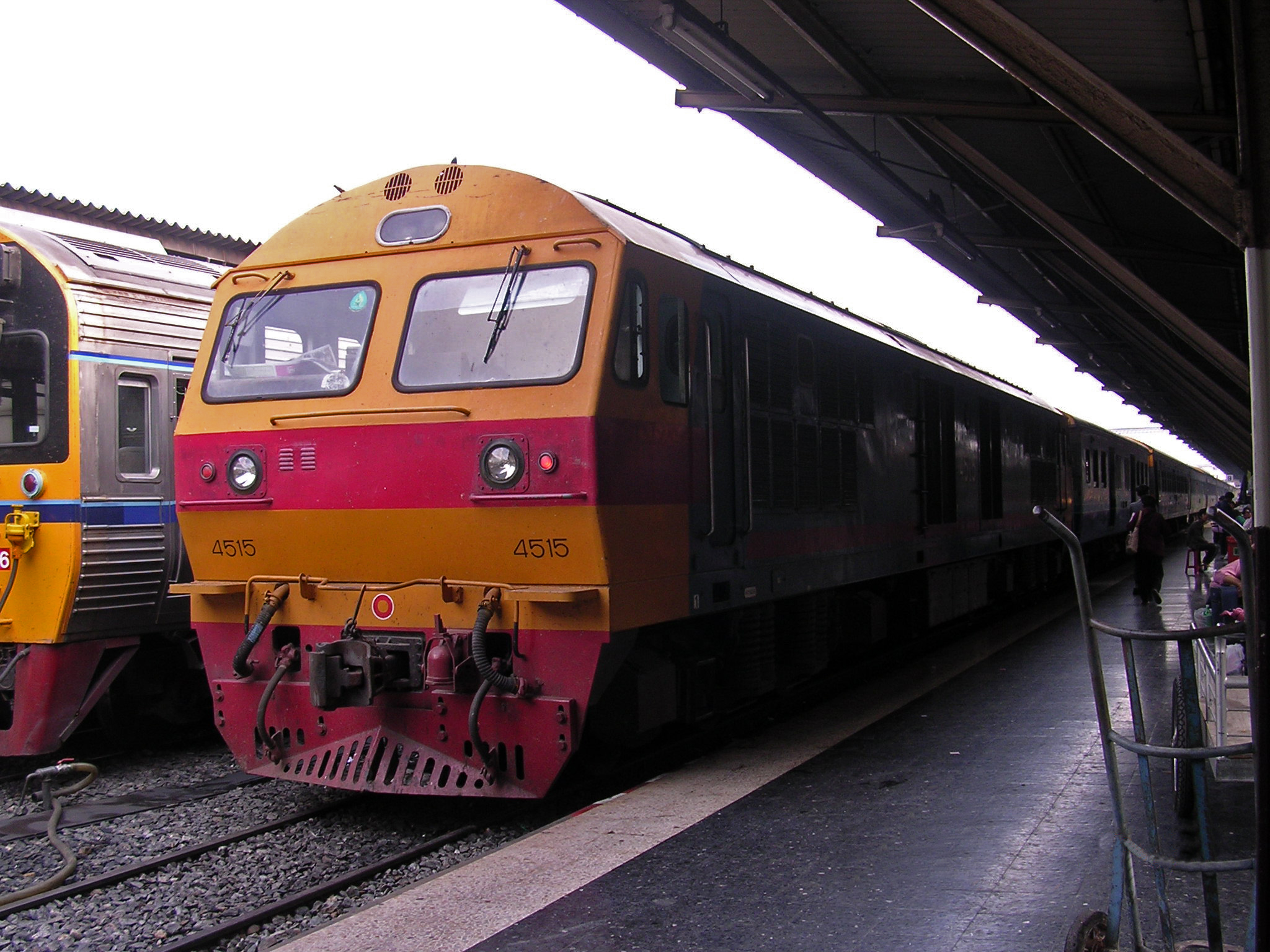
8FA-36C (ESCONDIDO)
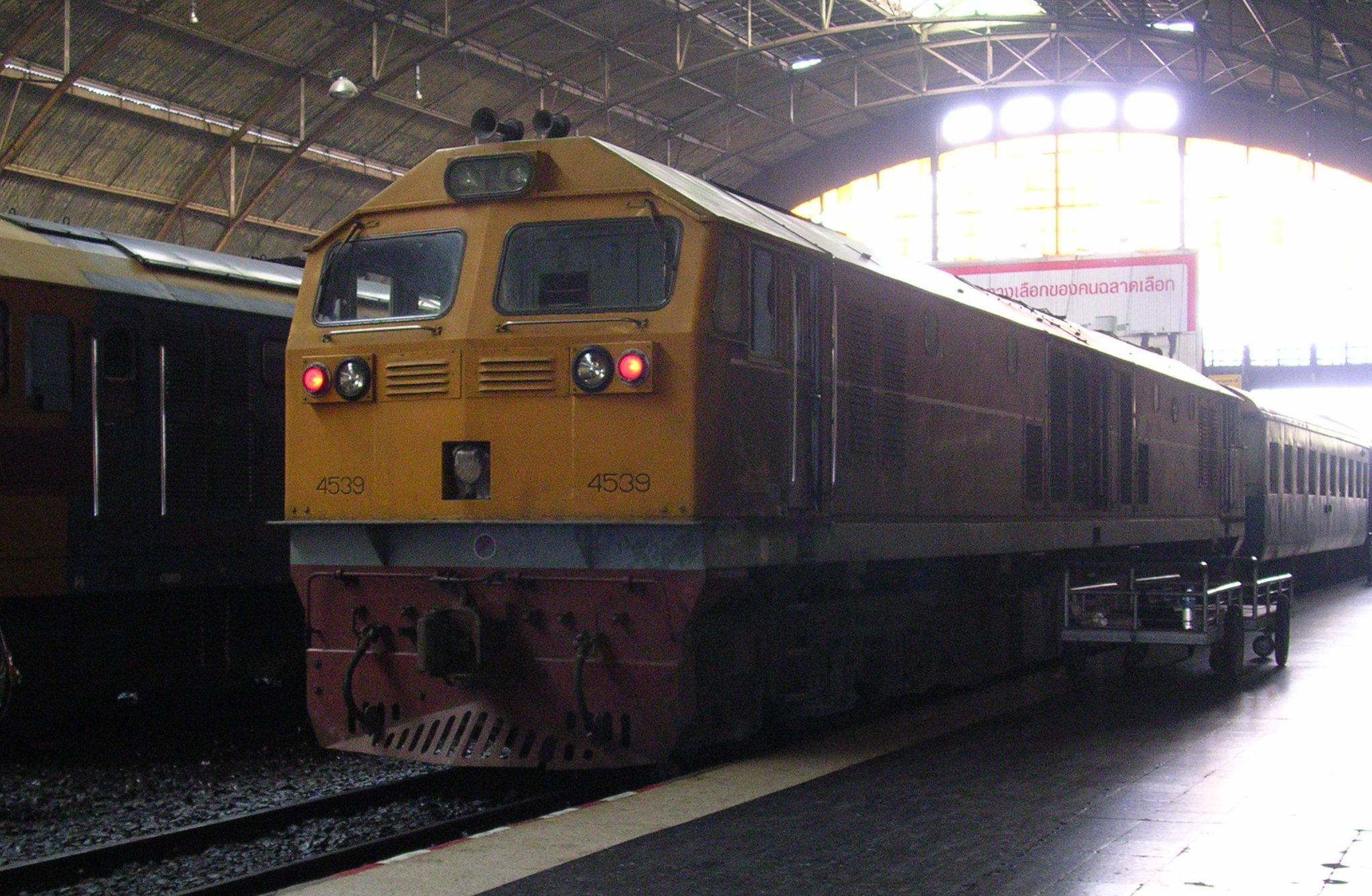
CM22-7i (GEA)
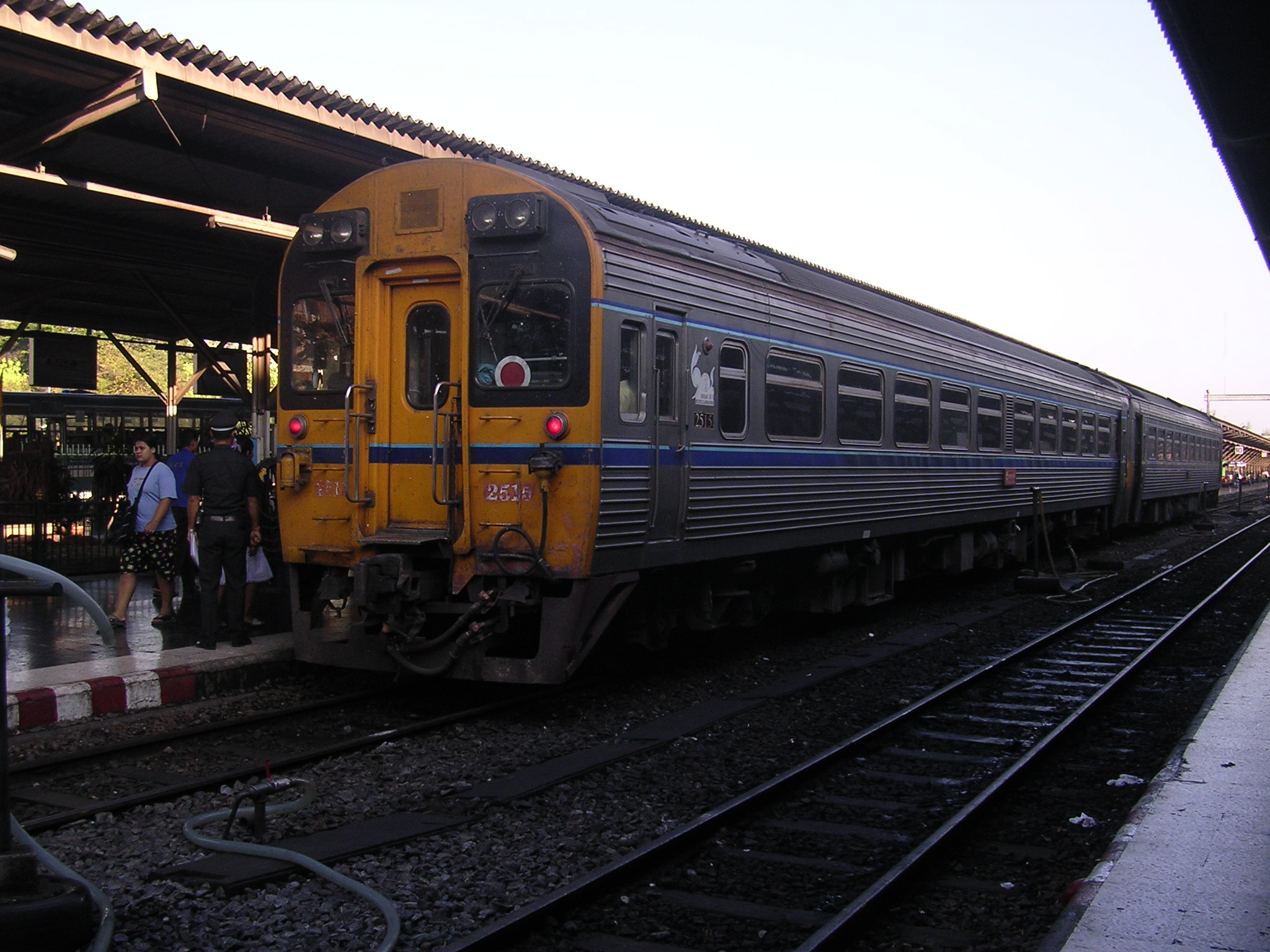
Daewoo Industrias pesadas (APD.20)
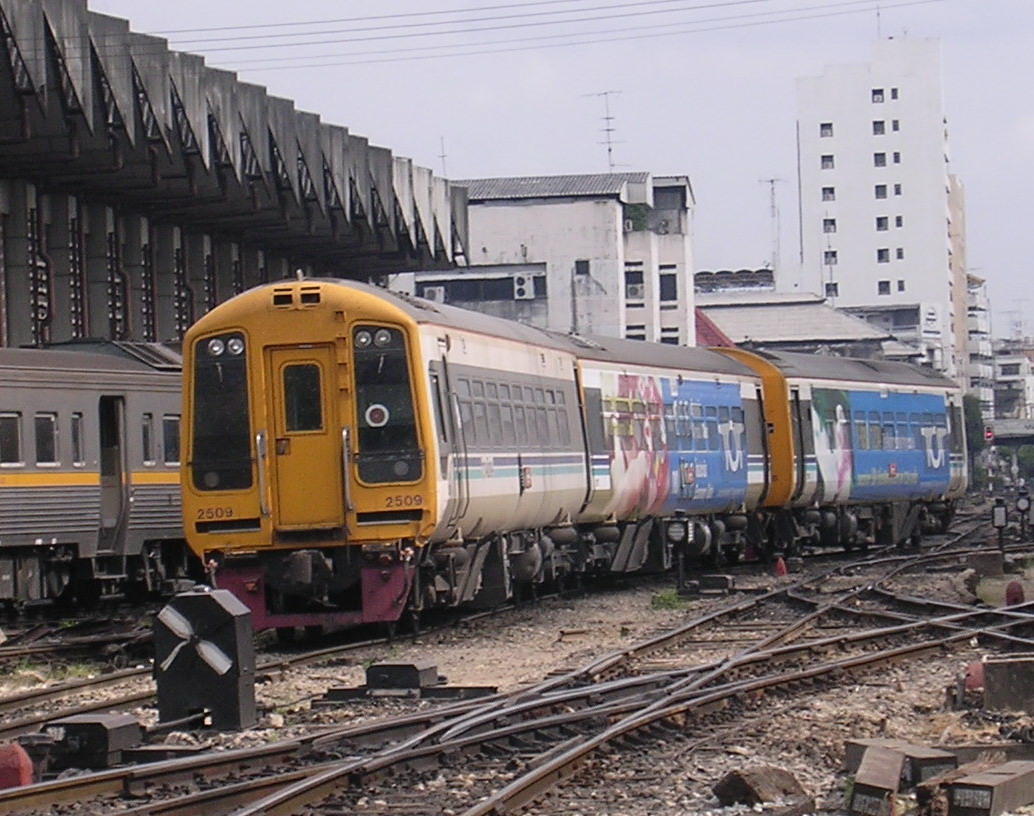
Clase 158 Expresa Sprinter

### BTS Skytrain

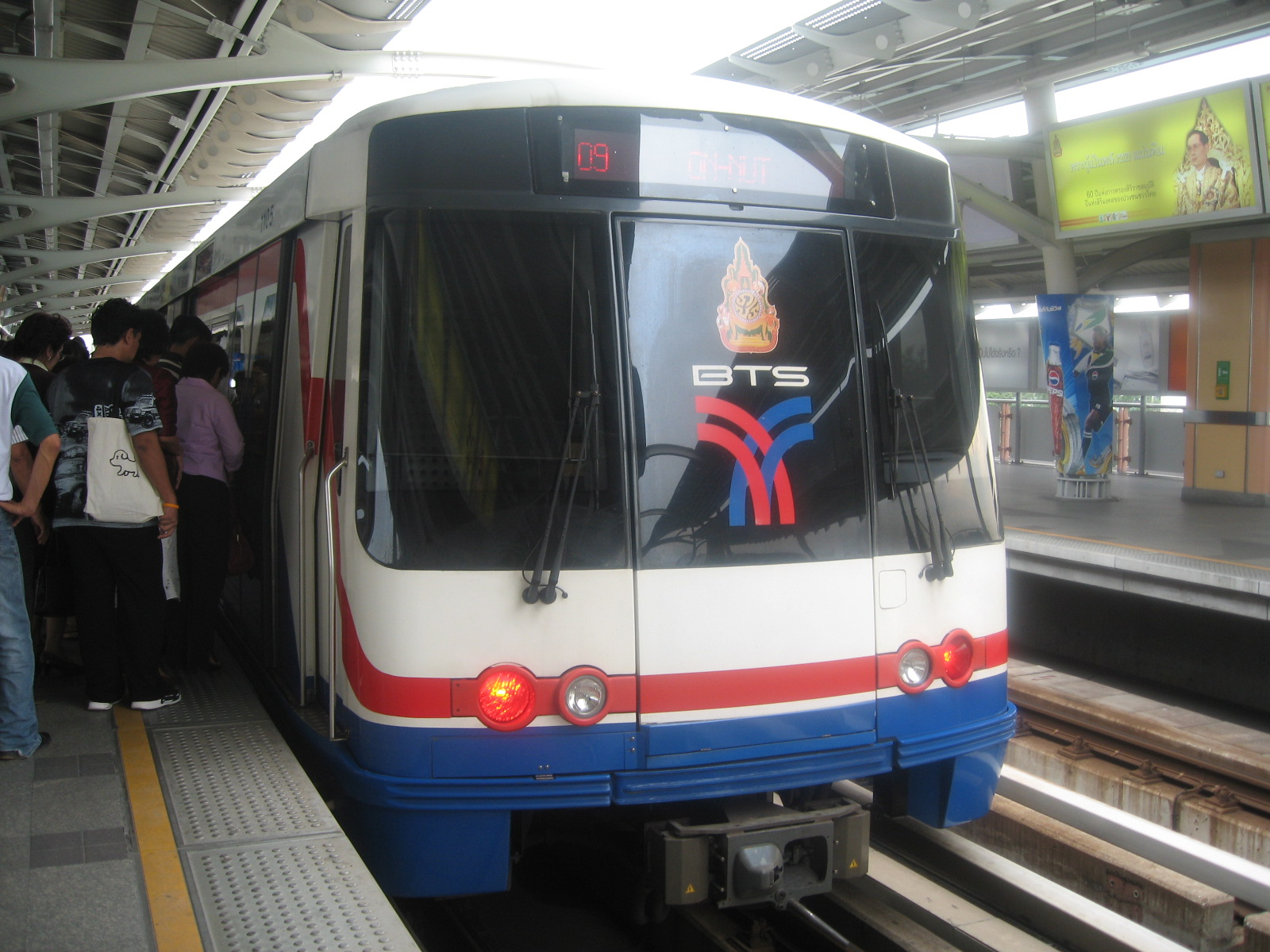
Material rodante del BTS Skytrain.

El Skytrain de BTS utiliza dos variantes de material rodante de unidades múltiples eléctricas. Todos funcionan con un ancho de vía de 1.435 mm (ancho estándar). Todos los trenes tienen 4 puertas a cada lado por vagón, una unidad de aire acondicionado y monitores LCD para anuncios públicos y publicidad. La alimentación eléctrica de todos los trenes es de 750 V DC desde el tercer carril.

### Bangkok MRT

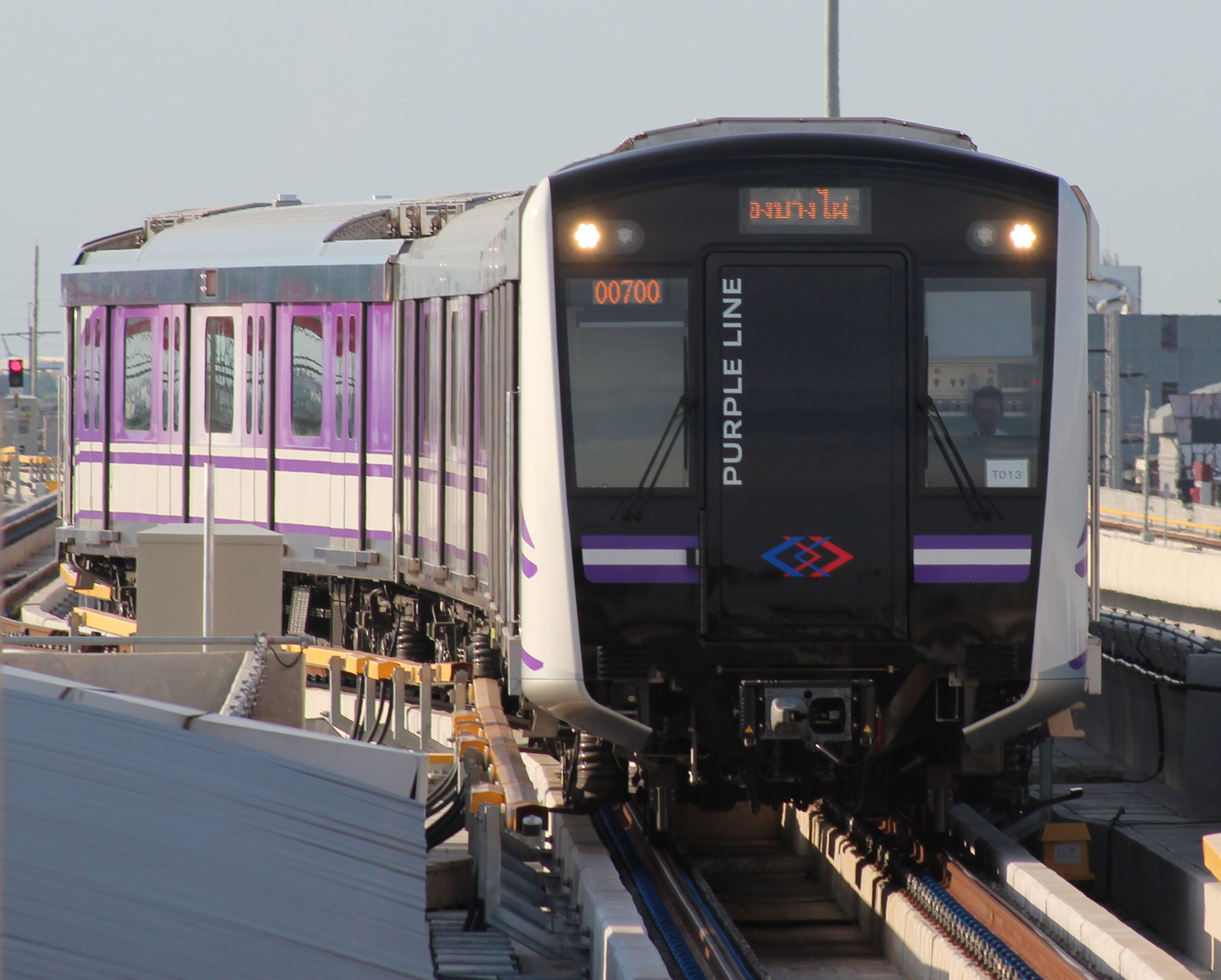
El tren de la línea púrpura del MRT.

El MRT de Bangkok consta de dos líneas: la Línea Azul y la Línea Púrpura: cada tren consta de dos vagones motores y un vagón remolque central.

### Enlace ferroviario al aeropuerto

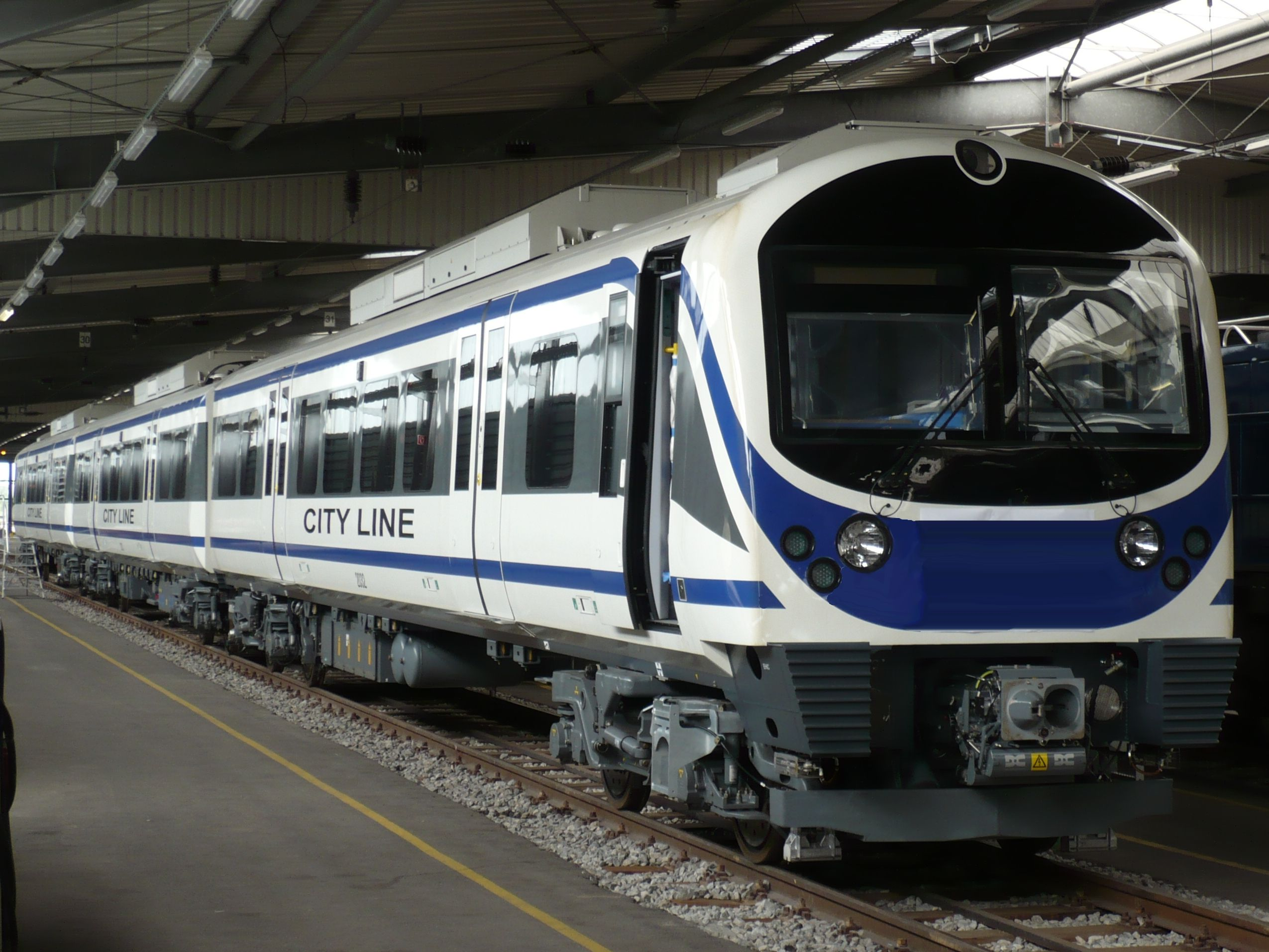
Tren Siemens Desiro del Airport Rail Link del aeropuerto internacional Suvarnabhumi.

Se han adquirido nueve composiciones Siemens Desiro. Los servicios urbanos son operados por cinco trenes de tres vagones, y los servicios exprés por cuatro composiciones con un cuarto vagón para el equipaje facturado. Los primeros trenes salieron de Alemania en septiembre de 2007 y las pruebas en Bangkok comenzaron en marzo de 2008. El 15 de mayo de 2012, el Consejo de Ministros tailandés aprobó un presupuesto de 5.200 millones de baht para que la SRT encargara 7 nuevas series de 4 vagones de material rodante Siemens Desiro que se entregarían en 2014. Sin embargo, en junio de 2013 aún no se había realizado ningún pedido de nuevo material rodante. El Ministerio de Transporte estaba estudiando la posibilidad de adquirir material rodante CNR o CAF más barato, lo que requeriría cambiar el sistema de señalización cerrado de Siemens por un sistema abierto.

## Infraestructura

### Vías

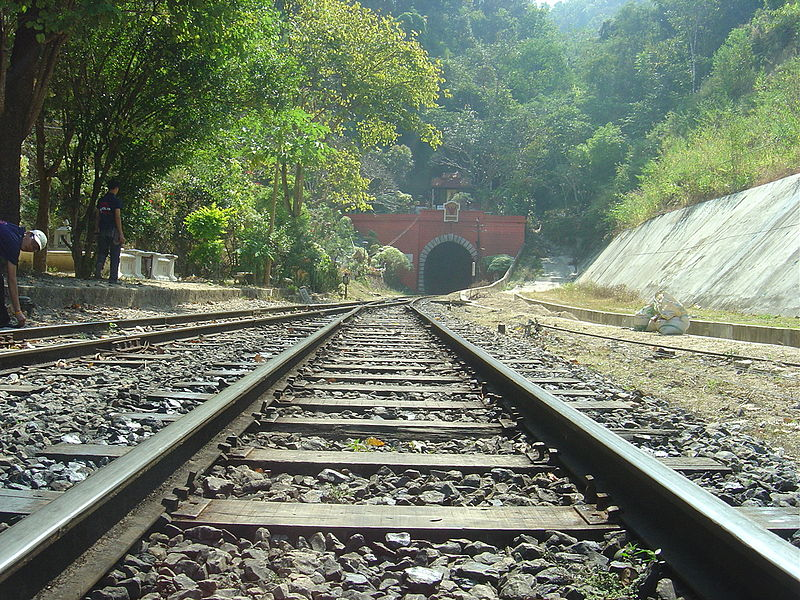
Túnel de Khun Tan, estación de tren de Khun Tan.

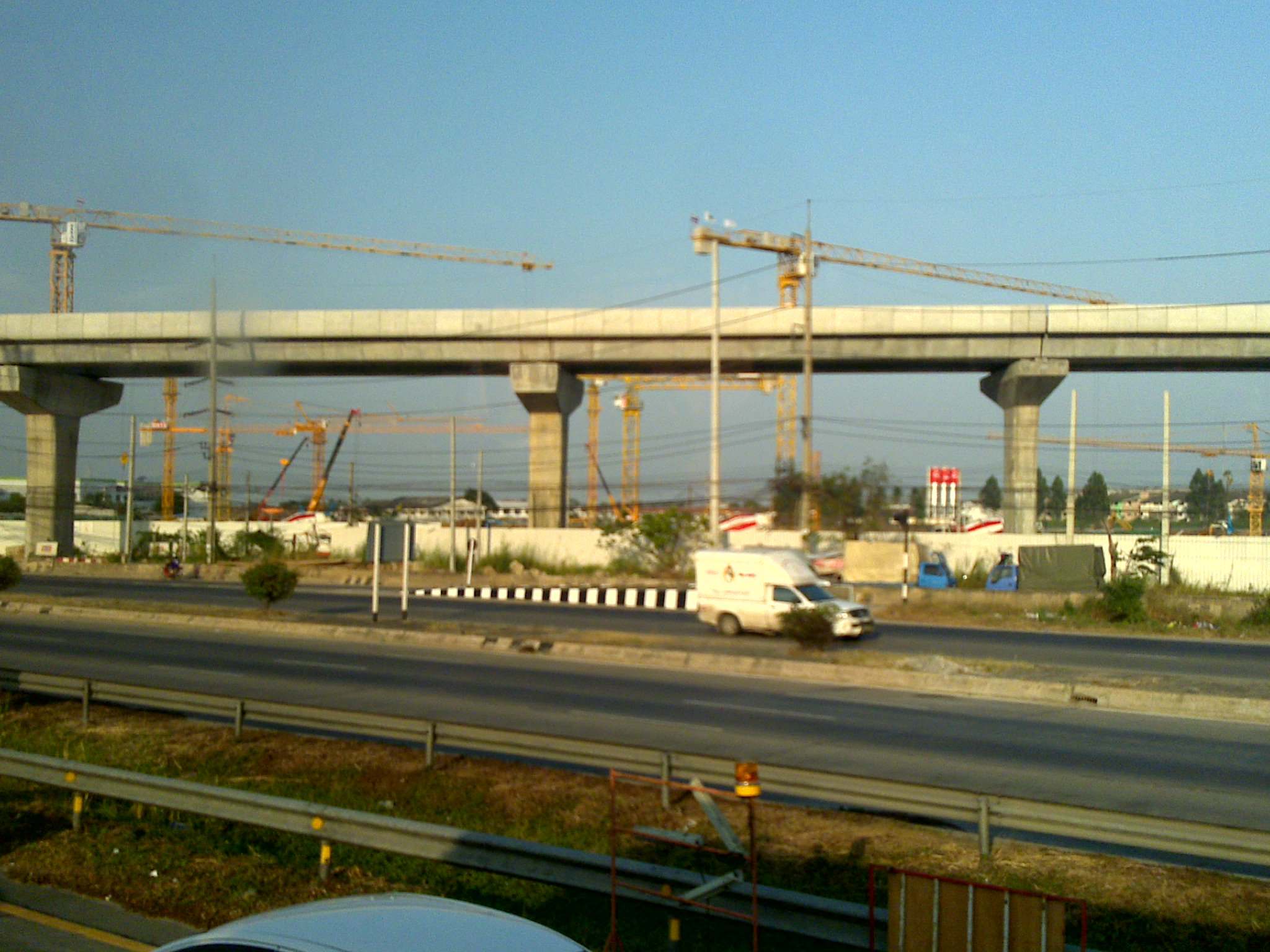
Línea púrpura del MRT en construcción en diciembre de 2013.

La mayoría de las líneas de SRT existentes utilizan un ancho de vía de un metro, aunque el ancho de vía estándar se utiliza en las líneas de tránsito rápido. En 2013, había aproximadamente 4.346 km de vías en uso en toda Tailandia:
- 4.346 km de ancho de vía (1.000 mm)
- 151 km de ancho estándar (1.435 mm)

### Estaciones de ferrocarril
Aproximadamente 450 estaciones.

### Puentes
Aproximadamente 1000 puentes.

### Túneles
Hay siete túneles ferroviarios en Tailandia, con una longitud total de 3,63 km.

### Pasos a nivel
La red ferroviaria tailandesa tiene 2.624 pasos a nivel en todo el país (2016). Muchos no tienen barreras de paso, lo que los convierte en lugares frecuentes de accidentes.

### Señalización
SRT utiliza señales luminosas en color y señales de semáforo.

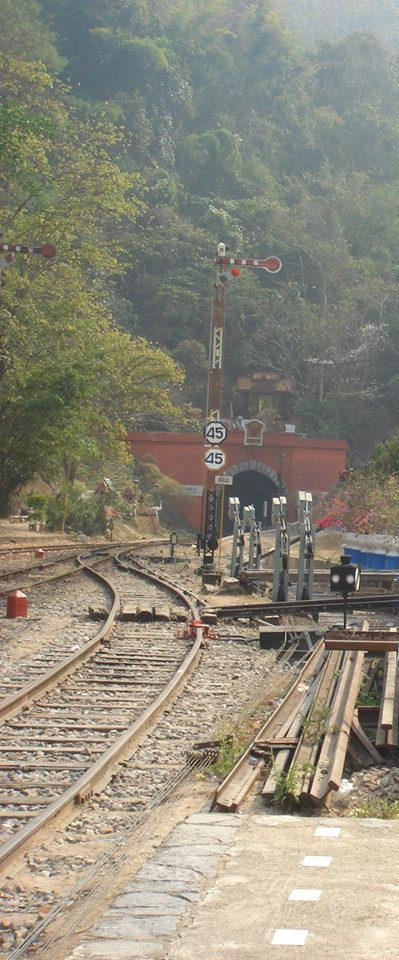
Señal de semáforo

## Planificación
Las rutas de transporte público en Bangkok van a ser ampliadas. Excluyendo las ampliaciones del Skytrain que ya están en construcción, la Administración Metropolitana de Bangkok (BMA) planea una ampliación del Skytrain tanto hacia el norte como hacia el oeste. El gobierno central, a través de los Ferrocarriles Estatales de Tailandia y la Autoridad de Tránsito Rápido Masivo de Tailandia (MRTA), tiene previsto construir varias rutas nuevas de tránsito rápido. Además, se han propuesto nuevos sistemas de tren ligero para las ciudades de Phuket, Chiang Mai, Khon Kaen y Nakhon Ratchasima.
El gobierno está estudiando la posibilidad de reestructurar los Ferrocarriles Estatales de Tailandia y otorgar concesiones de explotación a operadores privados de mercancías. Se ha abierto un enlace ferroviario internacional con Vientián (Laos) a través de Nong Khai y el puente de la amistad entre Tailandia y Laos. También se está reconstruyendo el "eslabón perdido" de 6 km de la línea oriental entre Aranyaphratet y Poipet (Camboya), cuya construcción se inició a finales de 2013 para finalizarla en 900 días.

### Doble vía
La mayor parte de los aproximadamente 4.000 km de la red ferroviaria tailandesa es de vía única. Una iniciativa gubernamental para trasladar el transporte aéreo y por carretera al ferrocarril superó un importante hito el 28 de diciembre de 2017, cuando la SRT firmó nueve contratos con contratistas privados para completar la doble vía en 702 km de la red de la SRT. Esta primera fase del proyecto de doble vía costará 69.500 millones de baht. El objetivo del gobierno es reducir los gastos logísticos del país, unos 1,75 billones de baht, trasladando la carga aérea y por carretera al ferrocarril. Mover una tonelada de carga por ferrocarril cuesta 0,93 baht por kilómetro, frente a 1,72 baht por carretera. En la fecha de la firma del contrato, el 86% de la carga tailandesa se mueve por carretera y sólo el 2% por ferrocarril.
En la primera fase del proyecto se instalarán los siguientes cinco tramos de vía doble:
- Map Kabao en la provincia de Saraburi a Thanon Chira Junction en la provincia de Nakhon Ratchasima, 136 km.
- De Prachuap Khiri Khan a Chumphon, 168 km.
- De Nakhon Pathom a Hua Hin, 169 km.
- Lopburi a Pak Nam Pho en Nakhon Sawan, 145 km.
- De Hua Hin a Prachuap Khiri Khan, 84 km.

Se espera que la aprobación del Consejo de Ministros permita la firma de los contratos para la segunda fase del proyecto de doble vía en marzo de 2018. La segunda fase añadirá una segunda vía a 2.217 km de vía única en nueve enlaces ferroviarios con un coste de 398.000 millones de baht. Los planes del Gobierno prevén una inversión global de 600.000 millones de baht para crear 2.588 km de vías dobles.
Los proyectos de doble vía de la fase 2 que aún están esperando la aprobación del gabinete, según ha informado el Departamento de Transporte Ferroviario, son los siguientes:
- Pak Nam Pho - Denchai con una distancia de 281 km y un precio de 62.859,74 millones de baht
- Khon Kaen - Nong Khai con una distancia de 167 km y un precio de 26.663,36 millones de baht
- Thanon Jira Junction - Ubon Ratchathani con una distancia de 308 km y un precio de 37.527,10 millones de baht
- Chumporn - Surat Thani con una distancia de 168 km y un precio de 24.294,36 millones de baht
- Surat Thani - Hatyai Junction - Songkla con una distancia de 321 km y un precio de 57.375,43 millones de baht
- Hatyai - Padang Besar con una distancia de 45 km y un precio de 6.661,37 millones de baht
- Denchai - Chiangmai, con una distancia de 189 km y un precio de 56.837,78 millones de baht.

### Nuevas líneasSRT
También hay planes para construir nuevas rutas ferroviarias:
- Chiang Rai, en el norte, a través del cruce de Denchai: 323 km (los otros 3 km se encuentran en el patio de la estación de Denchai, por lo que no se cuentan) con un precio de 85.345 millones de baht.[38] La SRT está trabajando en el estudio de los terrenos que se van a expropiar y en la redacción de los términos de referencia para licitar la construcción de la línea ferroviaria Denchai - Chiang Rai - Chiang Khong, que se licitará en 2021 y se firmará el 29 de diciembre de 2021, y cuya inauguración está prevista para 2028.[39][40]
- Ban Phai (en la línea noreste) - Mahasarakham - Roi Et - Mukdahan - Nakhon Phanom - 355 km con un precio de 66.848,33 millones de baht. Esta línea ha recibido recientemente la autorización de la EIA el 30 de abril de 2020, por lo que SRT está trabajando en el estudio de los terrenos que se expropiarán y en la redacción de los términos de referencia para licitar la construcción de la línea ferroviaria Ban Phai - Mahasarakham - Roy Ed - Loeng Noktha - Mukdahan - Nakhon Phanom, que se licitará en 2021 y se firmará el 29 de diciembre de 2021 y cuya inauguración está prevista para 2026.[41][40]
- Nakhon Sawan - Kamphaeng Phet - Tak - Mae Sod con una distancia total de 256 km y un precio de 96.785 millones de baht como parte del Corredor Este-Oeste. Por el momento, SRT está trabajando en el diseño detallado que se realizará en 2021.[42]
- Nakhon Sawan - Ban Phai sigue trabajando en la finalización de la ruta debido a los debates en curso entre Nakhon Sawan - Kud Nam Sai Junction - Chaiyaphum - Ban Phai con 14 estaciones y paradas con una distancia total de 297,924 km con un precio total de 56.859,2 millones de baht frente a Nakhon Sawan - Watabaek - Chaturat - Bua Yai con una distancia total de 259,21 km con un precio de 49.469,5 millones de baht.[43][44]
- Kanchanaburi - Dewei (Birmania): 190 km. Recorrido pendiente de finalización. Hasta ahora, la ruta en el lado tailandés sería de doble vía desde el cruce de Nong Pladuk hasta Thai Ruea Noy (30 km) y desde la estación de Wang Yen hasta Tha Kilen (23 km), junto con la ruta de circunvalación (Tha Ruea Noy - Wang Yen - 29 km) y la ruta hasta el puesto de control fronterizo de Phu Nam Ron (36 km)[45][46]
- Phuket desde Surat Thani hasta Tha Nun (puerta de entrada a Phuket frente a Tha Chatchai) con una distancia de 157,2 km que ha sido pospuesta tras la apertura del ramal Khirirat Nikhom el 13 de abril de 1956.[47][48][49]
- Conectar el ferrocarril de Maeklong con las líneas principales que formarán parte de las redes de cercanías de la línea roja.[16][17] Sin embargo, es necesario realizar la solución que permita la construcción de la línea roja de cercanías de Hua Lamphong a Mahachai vía Wongwian Yai.[50][51]

### Ferrocarriles de alta velocidad de Tailandia
En octubre de 2010, el Parlamento tailandés aprobó las propuestas iniciales para una red ferroviaria de alta velocidad (HSR). Cinco líneas capaces de alcanzar una velocidad de 250 km/h partirían de Bangkok.
En marzo de 2013, el ministro de transportes reveló que solo se seleccionaría una empresa para gestionar todas las rutas de trenes de alta velocidad, cuya puesta en marcha está prevista entre 2018 y 2019. Estaba previsto que el primer tramo de 86 km entre Bang Sue y Ayuthaya se licitara a finales de 2013. Sin embargo, una crisis política de siete meses que incluyó la disolución del parlamento y unas elecciones anuladas en febrero de 2014 culminó con un golpe militar en mayo de 2014. Posteriormente, en julio de 2014, la nueva administración militar aplazó todos los planes del HSR hasta que se instalara el próximo gobierno civil.
Tras el golpe militar de mayo de 2014 y su ascenso al cargo de primer ministro, el general Prayut Chan-o-cha propuso conectar Bangkok con dos populares ciudades turísticas, Pattaya y Hua Hin, mediante un tren de alta velocidad. La Oficina de Política y Planificación de Transporte y Tráfico del Ministerio de Transporte había realizado anteriormente estudios sobre ambas rutas. Suponían que, para la línea Bangkok-Pattaya, los trenes pasarían por Chachoengsao, Chonburi y Pattaya, terminando en Rayong, una distancia total de 193,5 km. Los costes de construcción se estimaron en 152.000 millones de baht, con una tasa interna de rendimiento económico (TIR) del 13%. La construcción duraría unos 54 meses. La ruta a Hua Hin tendría 209 km de longitud, con un coste de inversión de unos 98.000 millones de baht y una TIRE del 8,1%. La oficina llegó a la conclusión de que estas rutas serían poco interesantes para los inversores privados debido a la elevada inversión necesaria, unida a una baja tasa de rendimiento.

#### HSR del noreste: Bangkok - Nakhon Ratchasima - Nong Khai (proyecto ferroviario chino-tailandés)
En noviembre de 2014, Tailandia y China firmaron un memorando de entendimiento en el que se acordaba la construcción de la parte tailandesa del ferrocarril transnacional que va de Kunming (China) al Golfo de Tailandia. En noviembre de 2015, ambas partes acordaron una división del trabajo. En este marco, se crearía una empresa conjunta para gestionar el proyecto. China realizaría los estudios de viabilidad, diseñaría el sistema, construiría los túneles y puentes y tendería las vías. Tailandia realizaría los estudios de impacto social y medioambiental, expropiaría los terrenos para la construcción, se encargaría de la ingeniería civil general y del suministro de energía, y suministraría los materiales de construcción.
Una vez construido, China operaría y mantendría el sistema durante los tres primeros años de funcionamiento. Entre el tercer y el séptimo año, ambos países compartirían la responsabilidad. Posteriormente, Tailandia asumiría la responsabilidad con China como asesor. China formaría al personal tailandés para operar y mantener el sistema.
En todo el proyecto se instalarán vías dobles de ancho estándar. En Tailandia, dos rutas se bifurcarían en un cruce en el distrito de Kaeng Khoi, en la provincia de Saraburi. Una para conectar Bangkok con Kaeng Khoi. La otra ruta para conectar Kaeng Khoi con Map Ta Phut de la provincia de Rayong. Desde Kaeng Khoi, las vías se dirigirían al norte, a Nakhon Ratchasima y a la provincia de Nong Khai. La construcción se dividiría en cuatro tramos: Bangkok-Kaeng Khoi, Map Ta Phut-Kaeng Khoi, Kaeng Khoi-Nakhon Ratchasima, Nakhon Ratchasima-Nong Khai.
La construcción de la parte tailandesa del sistema ferroviario, de 873 kilómetros de longitud, comenzó en diciembre de 2017 y está previsto que la línea de la fase 1 se inaugure en 2023. Conectará con una línea de 417 km desde Vientián hasta la frontera norte de Laos y con otra de 520 km desde la frontera de Laos hasta Kunming.

#### HSR del este: de Bangkok al aeropuerto de U-Tapao
En 1996 se propuso por primera vez una línea de HSR hasta el litoral oriental, pero no hubo avances durante más de una década. En 2009, el Gobierno pidió a la Oficina de Política y Planificación de Transporte y Tráfico (OTP) que creara un plan para la nueva red de HSR en Tailandia que incluyera una línea de HSR oriental hasta Rayong. El trazado se finalizó antes de las elecciones de 2011 con la promesa de comenzar la construcción al año siguiente si el gobierno era reelegido, pero perdieron las elecciones. Tras las elecciones de 2011, el nuevo gobierno revisó todos los planes de HSR y el SRT declaró que la línea se licitaría a principios de 2014. Tras el golpe de Estado de mayo de 2014 se produjeron nuevos retrasos mientras el gobierno militar revisaba todas las líneas de HSR, aplazando inicialmente todos los proyectos. A principios de 2016, el Gobierno acordó seguir adelante con la ruta del HSR oriental y sugirió que podría ampliarse hasta el aeropuerto internacional Don Mueang más allá de la terminal interurbana de Bang Sue, proporcionando así un enlace con tres aeropuertos. La ampliación de la línea proporcionaría un enlace entre el aeropuerto de Don Mueang, el aeropuerto de Suvarnabhumi y el aeropuerto internacional de U-Tapao, en el distrito de Ban Chang.
Durante 2017, la OTP y el Ministerio de Transporte, en consulta con el SRT, acordaron que al ampliar la línea para que terminara en Don Mueang se incluiría efectivamente la largamente retrasada ampliación del Airport Rail Link (Bangkok) desde la estación de Makkasan hasta el aeropuerto de Don Mueang como parte del proyecto. En octubre de 2017, la Oficina del Corredor Económico del Este (EEC Office) finalizó los planes anteriores de la OTP para construir la línea HSR del Este de 10 estaciones que unirá el aeropuerto de Don Mueang, Bang Sue, Makkasan, el aeropuerto de Suvarnabhumi, Chonburi, Si Racha, Pattaya, el aeropuerto de U-Tapao y Rayong. A principios de 2018, se excluyó el tramo a Rayong por motivos medioambientales y de seguridad y se decidió que la línea terminaría en el aeropuerto de U-Tapao.
La SRT declaró que se espera que las primeras licitaciones para la línea HSR oriental se presenten en mayo de 2018, con un periodo de subasta de cuatro meses antes de la adjudicación del contrato. El coste del proyecto se estimó en más de 200.000 millones de baht, de los cuales el Gobierno tailandés financiaría 123.000 millones de baht y el sector privado se estima que aportaría 90.000 millones de baht.

#### HSR Norte: Bangkok - Phitsanulok - Chiang Mai (proyecto japonés-tailandés)
Japón aportaría la tecnología del Shinkansen para un enlace ferroviario de alta velocidad entre Bangkok y la ciudad norteña de Chiang Mai. La fase 1 conectaría Bangkok con Phitsanulok. Se calcula que costará 280.000 millones de baht. Se han previsto siete estaciones para este tramo: Bang Sue, Don Mueang, Ayutthaya, Lopburi, Nakhon Sawan, Phichit y Phitsanulok. Para reducir los costes, las autoridades tailandesas han propuesto reducir el número de estaciones, pero la Agencia de Cooperación Internacional de Japón (JICA) ha rechazado esta sugerencia por considerar que desvirtúa el objetivo original del proyecto. Estaba previsto que esta parte de la ruta se presentara al gabinete tailandés para su aprobación financiera en agosto de 2018.
Tras la firma de un acuerdo de cooperación inicial en 2015, el gobierno tailandés solicitó formalmente la asistencia técnica y financiera del gobierno japonés a finales de 2016 para la construcción de la línea HSR del norte hasta Chiang Mai. Los japoneses completaron un estudio de viabilidad que estimó que la construcción del proyecto costaría 420.000 millones de bahts.
Un estudio de viabilidad realizado por la JICA a mediados de 2018 informó de que el tren, tal como estaba previsto, funcionaría con pérdidas. El estudio de la JICA proyecta solo 10.000 pasajeros al día en la ruta, frente a los 30.000 diarios previstos en las propuestas de planificación originales. Para que la venta de billetes sea rentable, se necesitarían 50.000 billetes al día.
El Gobierno tailandés anunció en septiembre de 2019 que podría cancelar los proyectos de tren de alta velocidad Bangkok-Chiang Mai después de que los inversores privados se negaran a invertir. El coste de la línea de 670 kilómetros se estima en 400.000 millones de baht. Japón ha rechazado el proyecto por considerarlo una mala inversión debido a las bajas proyecciones de pasajeros.

#### HSR Sur: Bangkok-Hua Hin
Esta línea uniría Bangkok con Hua Hin. Tendría 211 km de longitud y los costes estimados en 2016 eran de 152.000 millones de baht.

### Electrificación
En 2019 se propuso un plan para electrificar una parte de la red ferroviaria. La electrificación se llevaría a cabo en 2 fases, la primera con 250 km de rutas alrededor de Bangkok y la segunda con los siguientes 250 km de rutas ferroviarias, en consonancia con la construcción actual de las líneas rojas, cuya apertura está prevista junto a la estación Bang Sue Grand en julio de 2021.
Está previsto que la primera fase tenga 4 rutas, con una inversión total de 100.907 millones de baht:
- Bang Sue - Ban Pachi - Pak Nam Pho, con una distancia total de 252 km y un presupuesto previsto de 28.720,24 millones de baht.
- Bang Sue - Ban Pachi - Khaeng Khoi - Thanon Chira, con una distancia total de 243 km y un presupuesto previsto de 23.682,12 millones de baht.
- Bang Sue - Nong Pla Duk - Hua Hin, con una distancia total de 209 km y un presupuesto previsto de 33.572,42 millones de baht.
- Bang Sue - Makkasan - Chachoengsao - Pattaya, con una distancia total de 160 km y un presupuesto previsto de 10.127,29 millones de baht.[71]